# Boundji
Boundji – miasto w północno-wschodnim Kongu, w departamencie Cuvette. Według danych na rok 2007 liczyło 7 085 mieszkańców. W mieście znajduje się Port lotniczy Boundji.